# Broadway (Somerset)
 (octobre 2023).
Pour les articles homonymes, voir Broadway (homonymie).
Broadway est une paroisse civile et un village du Somerset, en Angleterre.